# Roitham am Traunfall
Roitham am Traunfall  ist eine Gemeinde in Oberösterreich im Bezirk Gmunden im Traunviertel mit 2158 Einwohnern (Stand 1. Jänner 2024).

## Geografie
Roitham am Traunfall liegt auf 424 m Höhe im Traunviertel. Die Ausdehnung beträgt von Nord nach Süd 6,5 km, von West nach Ost 6,2 km. Die Gesamtfläche beträgt 21 km². 20,5 % der Fläche sind bewaldet, 69,5 % der Fläche sind landwirtschaftlich genutzt.

### Gemeindegliederung
Das Gemeindegebiet umfasst folgende 27 Ortschaften (in Klammern Einwohnerzahl Stand 1. Jänner 2024):
- Altmanning (40)
- Au (50)
- Auholz (5)
- Außerpühret (108)
- Außerroh (31)
- Bichlbauer (6)
- Bühl (15)
- Deising (60)
- Edt (13)
- Edtmayer (10)
- Hötzelsdorf (4)
- Innerroh (32)
- Kemating (196)
- Kirnbach (31)
- Lebl-Roith (14)
- Magling (16)
- Mitterbuch (47)
- Nöstling (12)
- Oberbuch (82)
- Palmsdorf (68)
- Roitham (1094)
- Sandgasse (25)
- Stötten (73)
- Unterpühret (29)
- Vornbuch (28)
- Wangham (56)
- Watzing (13)

Die Gemeinde besteht aus vier Katastralgemeinden (Fläche Stand 31. Dezember 2023):
- Ausserpühret (238,54 ha)
- Deising (605,64 ha)
- Kemating (538,07 ha)
- Roitham (722,51 ha)

Die Gemeinde liegt im Gerichtsbezirk Gmunden.

### Nachbargemeinden
| Rüstorf     | Stadl-Paura                                 | Bad Wimsbach-Neydharting |
| Desselbrunn | Kompassrose, die auf Nachbargemeinden zeigt |                          |
|             | Laakirchen                                  | Vorchdorf                |

## Geschichte
Ursprünglich im Ostteil des Herzogtums Bayern liegend, gehörte der Ort seit dem 12. Jahrhundert zum Herzogtum Österreich. Die römisch-katholische Pfarrkirche wurde 1350 im spätgotischen Stil errichtet. Seit 1490 wird er dem Fürstentum Österreich ob der Enns zugerechnet.
Während der Napoleonischen Kriege war der Ort mehrfach besetzt.
Seit 1918 gehört der Ort zum Bundesland Oberösterreich. Nach dem Anschluss Österreichs an das Deutsche Reich am 13. März 1938 gehörte der Ort zum Gau Oberdonau. 1945 erfolgte die Wiederherstellung Oberösterreichs.
Im Dezember 2016 wurde die Gemeinde von Roitham in Roitham am Traunfall umbenannt.

### Bevölkerungsentwicklung
1991 hatte die Gemeinde laut Volkszählung 1.924 Einwohner. Die Bevölkerungszahl stieg auf 2.001 im Jahr 2018. In den letzten Jahrzehnten war die Geburtenbilanz immer positiv, die Wanderungsbilanz wurde jedoch immer stärker negativ.
| Roitham am Traunfall: Einwohnerzahlen von 1869 bis 2024 | Roitham am Traunfall: Einwohnerzahlen von 1869 bis 2024 | Roitham am Traunfall: Einwohnerzahlen von 1869 bis 2024 | Roitham am Traunfall: Einwohnerzahlen von 1869 bis 2024 | Roitham am Traunfall: Einwohnerzahlen von 1869 bis 2024 |
| ------------------------------------------------------- | ------------------------------------------------------- | ------------------------------------------------------- | ------------------------------------------------------- | ------------------------------------------------------- |
| Jahr                                                    |                                                         |                                                         |                                                         | Einwohner                                               |
| 1869                                                    | 1869                                                    |                                                         | 1.247                                                   | 1.247                                                   |
| 1880                                                    | 1880                                                    |                                                         | 1.265                                                   | 1.265                                                   |
| 1890                                                    | 1890                                                    |                                                         | 1.253                                                   | 1.253                                                   |
| 1900                                                    | 1900                                                    |                                                         | 1.365                                                   | 1.365                                                   |
| 1910                                                    | 1910                                                    |                                                         | 1.418                                                   | 1.418                                                   |
| 1923                                                    | 1923                                                    |                                                         | 1.458                                                   | 1.458                                                   |
| 1934                                                    | 1934                                                    |                                                         | 1.503                                                   | 1.503                                                   |
| 1939                                                    | 1939                                                    |                                                         | 1.458                                                   | 1.458                                                   |
| 1951                                                    | 1951                                                    |                                                         | 1.697                                                   | 1.697                                                   |
| 1961                                                    | 1961                                                    |                                                         | 1.699                                                   | 1.699                                                   |
| 1971                                                    | 1971                                                    |                                                         | 1.851                                                   | 1.851                                                   |
| 1981                                                    | 1981                                                    |                                                         | 1.830                                                   | 1.830                                                   |
| 1991                                                    | 1991                                                    |                                                         | 1.924                                                   | 1.924                                                   |
| 2001                                                    | 2001                                                    |                                                         | 1.996                                                   | 1.996                                                   |
| 2011                                                    | 2011                                                    |                                                         | 1.982                                                   | 1.982                                                   |
| 2021                                                    | 2021                                                    |                                                         | 2.079                                                   | 2.079                                                   |
| 2024                                                    | 2024                                                    |                                                         | 2.158                                                   | 2.158                                                   |
| Quelle(n): Statistik Austria                            |                                                         |                                                         |                                                         |                                                         |

## Kultur und Sehenswürdigkeiten

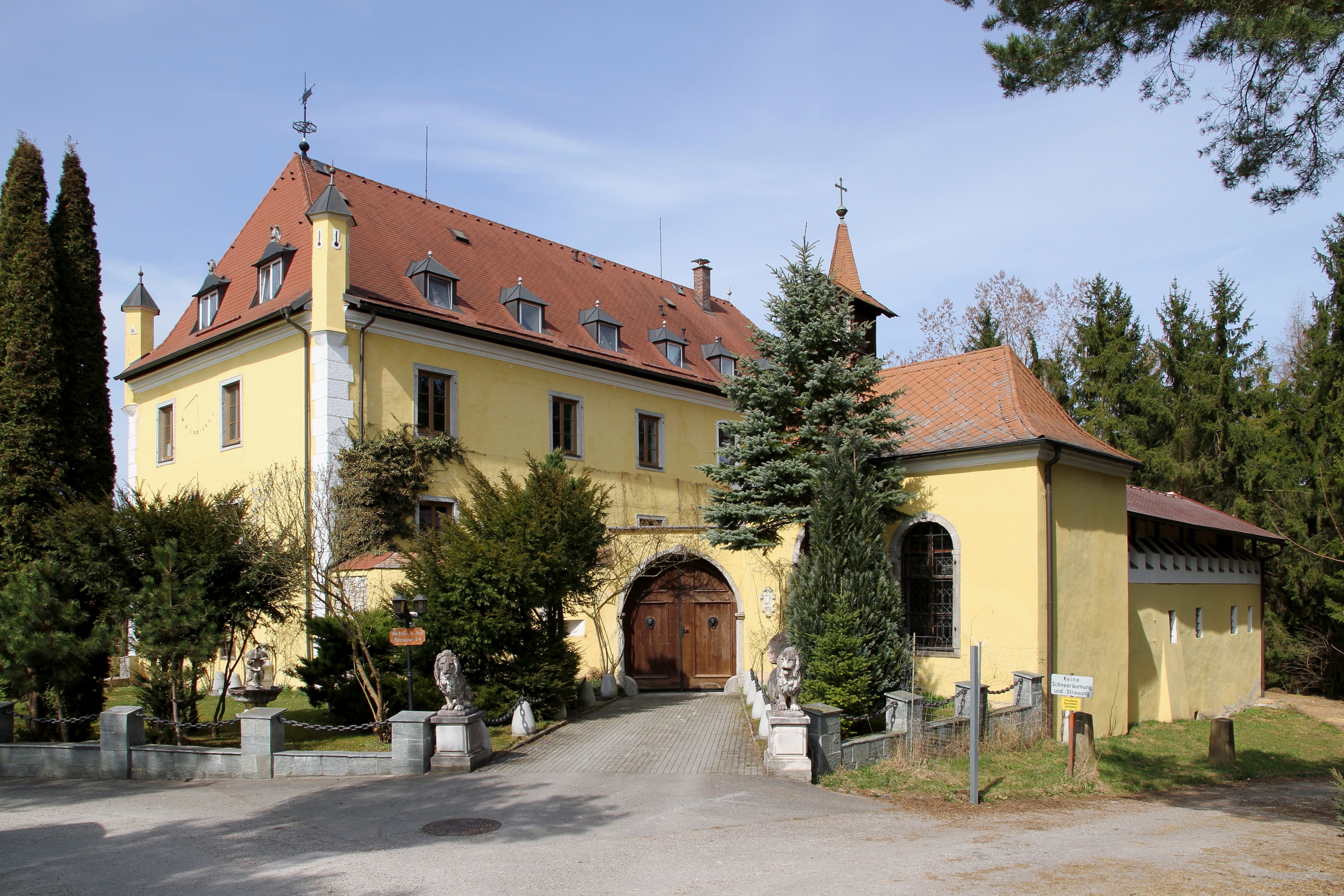
Schloss Au an der Traun

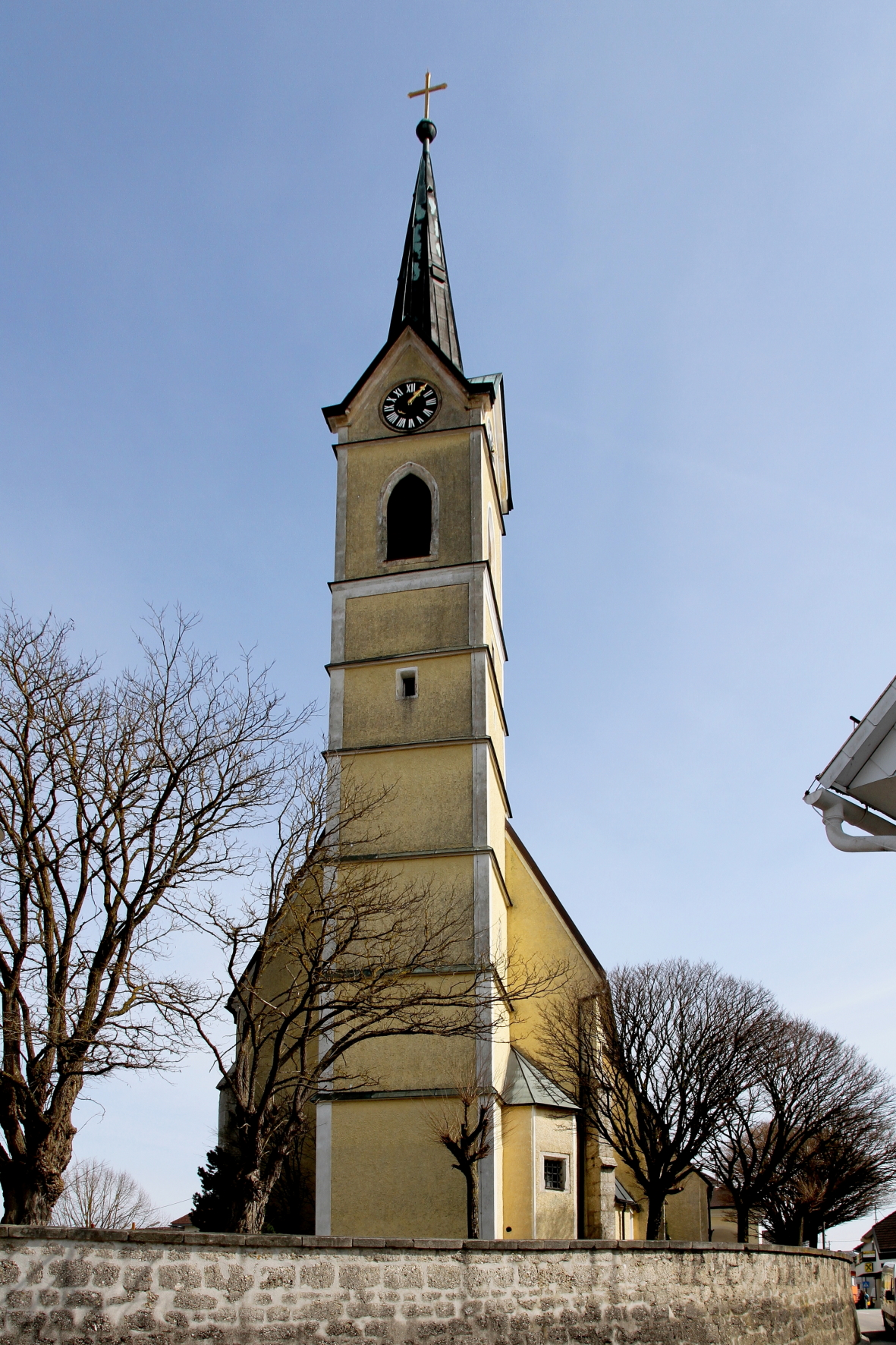
Pfarrkirche Roitham am Traunfall

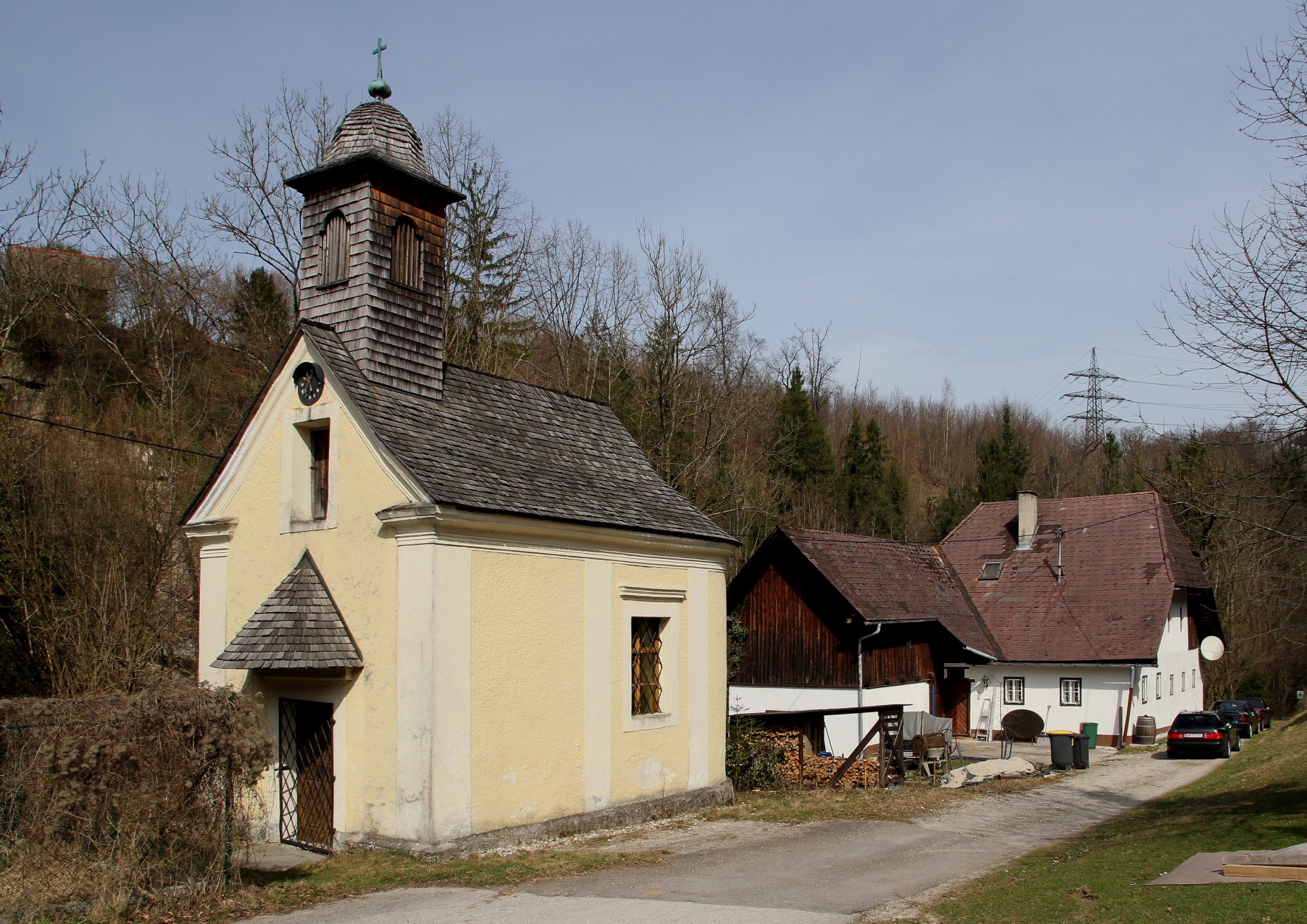
Die Nikolauskapelle beim Traunfall

- Schloss Au an der Traun (in Privatbesitz)
- Katholische Pfarrkirche Roitham am Traunfall hl. Jakobus der Ältere
- Traunfall
- Kraftwerk Siebenbrunn mit den ersten Kaplanturbinen über 1000 PS Leistung, das 1923 in Betrieb ging und nächst der 1925 errichteten Traunfallbrücke sich befindet.

## Wirtschaft und Infrastruktur
Die Gemeinde verfügt im Ortsteil Wangham über ein 90.000 Quadratmeter großes Gewerbegebiet, das direkt an der Abfahrt der West Autobahn A1 liegt.
Von den 72 landwirtschaftlichen Betrieben des Jahres 2010 wurden 36 im Haupterwerb geführt.  Im Produktionssektor arbeiteten 253 Erwerbstätige, davon 231 im Bereich Herstellung von Waren. Die wichtigsten Arbeitgeber des Dienstleistungssektors waren die Bereiche Verkehr (122), soziale und öffentliche Dienste (44), Handel (43) und freiberufliche Tätigkeiten (37 Mitarbeiter).
| Wirtschaftssektor            | Anzahl Betriebe | Anzahl Betriebe | Erwerbstätige | Erwerbstätige |
| Wirtschaftssektor            | 2011            | 2001            | 2011          | 2001          |
| ---------------------------- | --------------- | --------------- | ------------- | ------------- |
| Land- und Forstwirtschaft 1) | 72              | 92              | 71            | 70            |
| Produktion                   | 30              | 20              | 253           | 237           |
| Dienstleistung               | 70              | 41              | 275           | 251           |

1) Betriebe mit Fläche in den Jahren 2010 und 1999

## Politik
Der Gemeinderat hat 19 Mitglieder.
- Mit den Gemeinderats- und Bürgermeisterwahlen in Oberösterreich 2003 hatte der Gemeinderat folgende Verteilung: 10 SPÖ, 9 ÖVP und 6 FPÖ. (25 Mandate)
- Mit den Gemeinderats- und Bürgermeisterwahlen in Oberösterreich 2009 hatte der Gemeinderat folgende Verteilung: 11 SPÖ, 9 ÖVP und 5 FPÖ. (25 Mandate)
- Mit den Gemeinderats- und Bürgermeisterwahlen in Oberösterreich 2015 hatte der Gemeinderat folgende Verteilung: 11 SPÖ, 8 ÖVP und 6 FPÖ. (25 Mandate)
- Mit den Gemeinderats- und Bürgermeisterwahlen in Oberösterreich 2021 hat der Gemeinderat folgende Verteilung: 7 ÖVP, 7 SPÖ und 5 FPÖ. (19 Mandate)[10][11]

### Bürgermeister
- bis 2021 Alfred Gruber (SPÖ)
- seit 2021 Thomas Avbelj (SPÖ)

### Wappen
Blasonierung: Von Rot und Grün erniedrigt, geteilt durch einen silbernen, mit einer rechten Stufe gebrochenen Balken; oben unter der silbernen, durchgehenden Traunfallbrücke eine silberne Kaplan-Wasserturbine, unten eine goldene Muschel. Gemeindefarben: Grün-Weiß-Grün.
Das Gemeindewappen wurde 1985 verliehen. Unter der Traunfallbrücke symbolisieren Turbine und Stufe das Kraftwerk und den Traunfall selbst. Die Muschel als Attribut des heiligen Jakobus d. Ä. steht für den Pfarrpatron.

## Persönlichkeiten

### Söhne und Töchter der Gemeinde
- Franz Maier (1872–1945), Politiker
- Alois Hanselitsch (* 25. November 1914), Landesbeamter, Politiker der SPÖ, Bürgermeister-Stellvertreter (1970–1972) und Stadtrat (1972–1980) der Stadt Salzburg
- Maria Wolfsberger (* 1973), Organistin, Kantorin und Ordensschwester

### Personen mit Bezug zur Gemeinde
- Christoph Ransmayr (* 20. März 1954), österreichischer Schriftsteller
- Adalbert Cramer (* 5. Februar 1951), Politiker
- Monika Forstinger (* 15. Juli 1963), Politikerin